# Mistrzostwa NCAA Division I w Zapasach w 1939
Mistrzostwa NCAA Division I w zapasach rozgrywane były w Lancaster w dniach 17–18 marca 1939 roku. Zawody odbyły się w Mayser Physical Education Center, na terenie Franklin & Marshall College.
- Outstanding Wrestler – Dale Hanson

## Wyniki

### Drużynowo
| Kolejność | Szkoła                    | Zespół            |
| --------- | ------------------------- | ----------------- |
| 1.        | Oklahoma State University | Cowboys           |
| 2.        | Lehigh University         | Mountain Hawks    |
| 3.        | University of Illinois    | Illinois Fighting |

### All American

#### 121 lb
| Lp. | Zawodnik      | Szkoła              |
| --- | ------------- | ------------------- |
| 1.  | Joe McDaniel  | Oklahoma State      |
| 2.  | Frank Burgess | Franklin & Marshall |
| 3.  | Charles Parks | Appalachian State   |

#### 128 lb
| Lp. | Zawodnik      | Szkoła         |
| --- | ------------- | -------------- |
| 1.  | Dale Hanson   | Minnesota      |
| 2.  | Woodrow Rorex | Oklahoma State |
| 3.  | Paul Petry    | Illinois       |

#### 136 lb
| Lp. | Zawodnik          | Szkoła    |
| --- | ----------------- | --------- |
| 1.  | Archie Deutschman | Illinois  |
| 2.  | Joe Roman         | Indiana   |
| 3.  | Peter Culbertson  | Minnesota |

#### 145 lb
| Lp. | Zawodnik       | Szkoła         |
| --- | -------------- | -------------- |
| 1.  | Harold Nichols | Michigan       |
| 2.  | Joe Scalzo     | Penn State     |
| 3.  | Vernon Logan   | Oklahoma State |

#### 155 lb
| Lp. | Zawodnik       | Szkoła         |
| --- | -------------- | -------------- |
| 1.  | Stanley Henson | Oklahoma State |
| 2.  | William Combs  | Michigan       |
| 3.  | Tom King       | Lehigh         |

#### 165 lb
| Lp. | Zawodnik      | Szkoła         |
| --- | ------------- | -------------- |
| 1.  | Henry Matthes | Lehigh         |
| 2.  | Boyd Nelson   | Oklahoma State |
| 3.  | Don Bachman   | Penn State     |

#### 175 lb
| Lp. | Zawodnik         | Szkoła         |
| --- | ---------------- | -------------- |
| 1.  | Chris Traicoff   | Indiana        |
| 2.  | Henry Wittenberg | CCNY           |
| 3.  | Bob Williams     | Oklahoma State |

#### UNL
| Lp. | Zawodnik       | Szkoła         |
| --- | -------------- | -------------- |
| 1.  | Johnny Harrell | Oklahoma State |
| 2.  | John Sikich    | Illinois       |
| 3.  | Carmen Falcone | Kent State     |